# Risus sardonicus

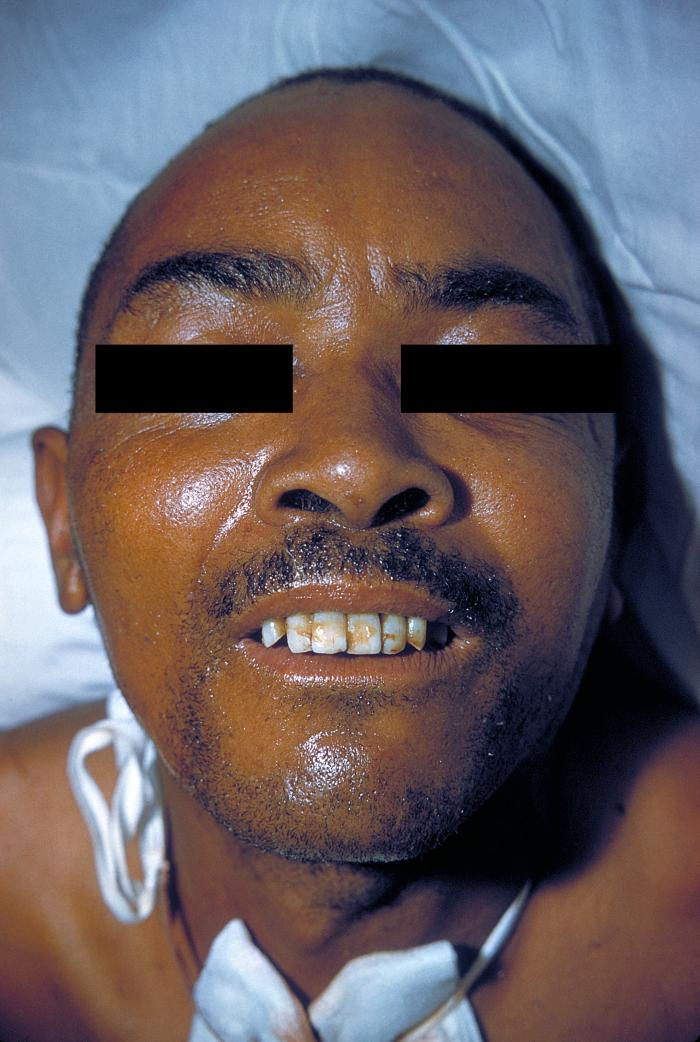
Risus sardonicus

Risus sardonicus, (Lat: 'sardonische grijns') is een medisch symptoom, waarbij de mimiekspieren in een kramp schieten waardoor het lijkt of de patiënt  grijnst. Het is naar men zegt een symptoom bij bijvoorbeeld tetanus en bij vergiftiging met strychnine. Risus sardonicus kan ook gezien worden bij parkinsonisme in verband met orofaciale/craniocervicale dystonieën.